# Jean Brun (militaire)
Pour les articles homonymes, voir Brun et Jean Brun.
Jean Jules Brun, né le 24 avril 1849 à Marmande (Lot-et-Garonne) et décédé le 23 février 1911 à Paris, est un général et homme politique français.

## Éléments biographiques
Il est fils de boulangers.
Admis à l'École polytechnique en 1867, il intègre l'arme de l'artillerie à sa sortie. En juillet 1870, il est sous-lieutenant à l'école d'application de Metz. Nommé lieutenant en 1872, il est capitaine le 26 octobre 1874, et suit dans ce grade les cours de l'École Supérieure de Guerre où il obtient le brevet d'état-major avec la mention "très bien".
Nommé chef d'escadron en 1886, il est au moment de sa promotion professeur adjoint au cours de tactique appliquée à l'École de Guerre. Il devient officier d'ordonnance du général Théophile Ferron en 1888, lorsque celui-ci est nommé ministre de la guerre. Il sert ensuite successivement au 11e Régiment d'Artillerie, au 4e bureau de l'état-major général, puis redevint professeur à l'École Supérieure de Guerre où il est nommé successivement lieutenant-colonel (1893) et colonel (1897). Il prend alors le commandement du 4e Régiment d'Artillerie à Besançon.
Placé hors cadre le 11 juillet 1900, il est désigné commandant militaire du Sénat. Nommé général de brigade le 9 juillet 1901, il commande la 21e brigade d'infanterie et la subdivision de Nancy, avant d'être nommé sous-chef d'état-major de l'armée le 2 avril 1902. Il prend en 1903 la direction de l'École supérieure de guerre à la suite du général de Lacroix. Il siège au Comité technique d'état-major.
Promu général de division le 28 septembre 1904, il est appelé à la direction de l'état-major général de l'armée, d'abord à titre temporaire (1904), puis à titre définitif en 1906. C'est dans cette fonction qu'il est envoyé en Russie en 1907 afin de traiter sur place les nombreuses questions militaires délicates que soulève alors l'alliance franco-russe.
Titulaire du portefeuille de ministre de la Guerre dans les deux premiers ministères d'Aristide Briand, il exerce cette fonction du 24 juillet 1909 jusqu'au jour de son décès à Paris le 23 février 1911. À ce poste, il rétablit le service militaire des condamnés de droit commun dans les Bataillons d'Afrique, crée un pénitencier militaire dans la baie de Saint-Malo, développe l'aéronautique militaire et fait voter les crédits de l'intervention française au Maroc.
La caserne d'artillerie de la Butte à Besançon a été rebaptisée caserne Brun.

## Distinctions et honneurs

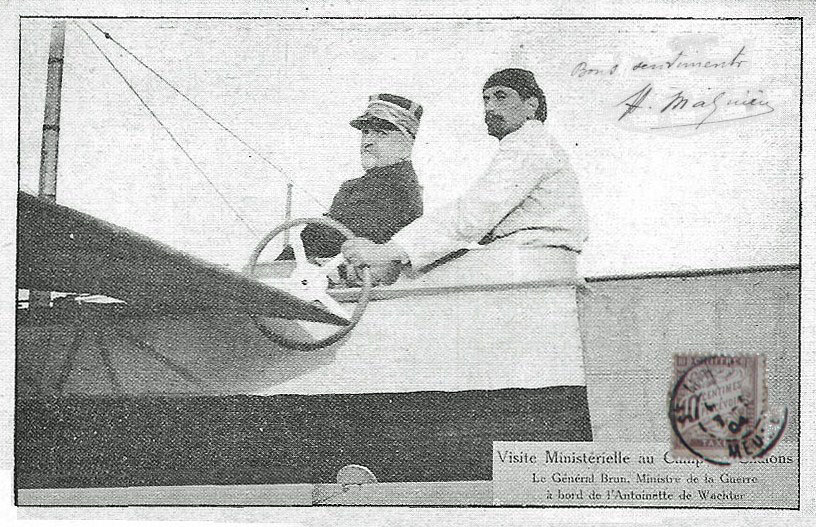
Au camp de Châlons, le ministre volant sur Antoinette pilotée par Charles Wachter.

### Décorations nationales
- Grand officier de la Légion d'honneur (31 décembre 1908)
  -  Commandeur de la Légion d'honneur (30 décembre 1905)
  -  Officier de la Légion d'honneur (16 avril 1898)
  -  Chevalier de la Légion d'honneur (8 septembre 1887)

## Sources
- Archives Municipales de Marmande - fonds Brun 5Z
- Service Historique de la Défense (SHD) - dossier personnel 9yd401
- Larousse mensuel illustré, août 1907